# Trichocolletes brachytomus
Trichocolletes brachytomus  is een vliesvleugelig insect uit de familie Colletidae.
De soort komt voor in Zuid-Australië en het uiterste westen van New South Wales.